# George Borrow
George Henry Borrow (ur. 5 lipca 1803 w East Dereham, zm. 26 lipca 1881 w Lowestoft) – angielski pisarz, podróżnik i filolog. Tłumacz Biblii.
Był synem oficera armii brytyjskiej. Uczęszczał do Royal High School w Edynburgu, i Norwich Grammar School. Studiował prawo, chociaż jego głównymi zainteresowaniami były literatura i języki. W 1825 roku odbył swoją pierwszą podróż przez Europę, zaczynając od Francji i Niemiec i później odwiedził Rosję, Portugalię i Hiszpanię. Podczas swoich podróży rozwinął bliskie powinowactwo z Romami. W dniu 23 kwietnia 1840 r. poślubił Mary Clarke. Później, on i jego żona przeprowadzili się do Lowestoft, gdzie napisał większość swoich dzieł literackich.

## Dzieła
- The Zincali (1841)
- The Bible in Spain (1843)
- Lavengro (1851)
- Romany Rye (1857)
- Wild Wales (1862)
- Romano Lavo-Lil (1874)